# Caeruleuptychia cyanites
Espèce
Caeruleuptychia cyanites est une espèce de papillons de la famille des Nymphalidae et de la sous-famille des Satyrinae et du genre Caeruleuptychia.

## Dénomination
Caeruleuptychia cyanites a été décrit par l'entomologiste Arthur Gardiner Butler en 1871, sous le nom initial d' Euptychia cyanites.

### Nom vernaculaire
Caeruleuptychia cyanites se nomme Cyanites Satyr en anglais. 

## Description
Caeruleuptychia cyanites est un papillon au dessus bleu largement bordé de marron.
Le revers bleu à rayures cuivrées discale, postdiscale et ligne submarginale festonnée, avec un discret ocelle à l'apex des ailes antérieures et aux ailes postérieures une ligne d'ocelles dont les un proche de l'apex et celui proche de l'angle anal sont noir et pupillés, les autres étant juste marqués par un cercle cuivré.

## Écologie et distribution
Caeruleuptychia cyanites est présent au Brésil et en Argentine.

### Protection
Pas de statut de protection particulier